# José Aurelio Rozo Gutiérrez
José Aurelio Rozo Gutiérrez SMM (* 19. März 1933; † 10. Juni 2019) war ein kolumbianischer Ordensgeistlicher und römisch-katholischer Apostolischer Präfekt von Vichada.

## Leben
José Alberto Rozo Gutiérrez trat der Ordensgemeinschaft der Montfortaner bei und empfing am 9. August 1959 die Priesterweihe. Papst Paul VI. ernannte ihn am 6. Mai 1977 zum Apostolischen Präfekten von Vichada.
Am 22. Dezember 1999 hob Papst Johannes Paul II. die Apostolische Präfektur Vichada auf und nahm gleichzeitig seinen Rücktritt an. Das Territorium der Präfektur ging im mit gleichem Datum errichteten Apostolischen Vikariat Puerto Carreño auf.